# Józefa Rodziewiczówna

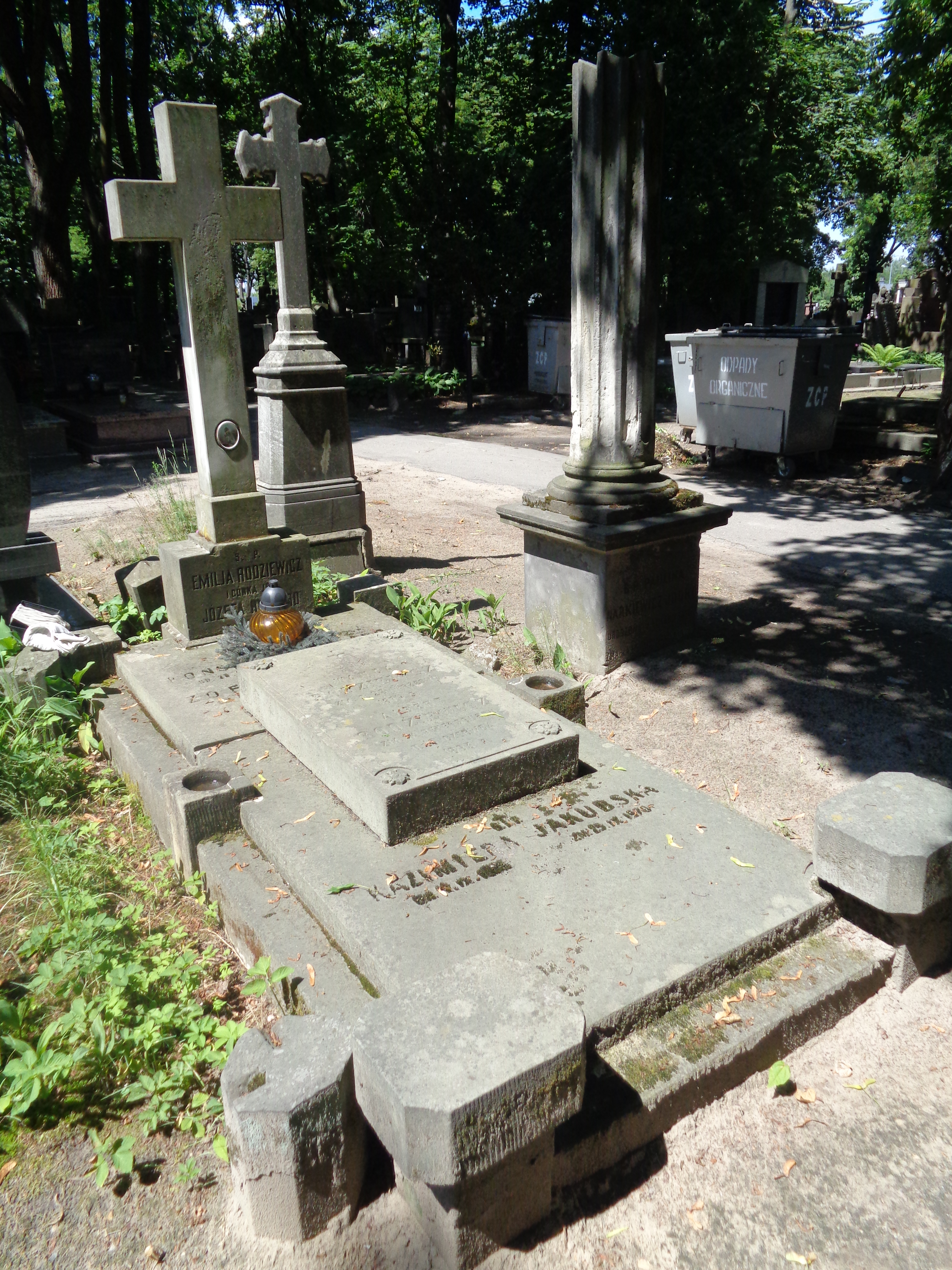
Grób Józefy Rychard na cmentarzu Powązkowskim

Józefa Rodziewiczówna (Rodziewicz-Rychard) (ur. 1858 (?) roku w Witebsku, zm. 3 maja 1926) – malarka specjalizująca się w malarstwie na porcelanie.

## Życiorys
Była córką Emilii Naskin i Alberta Rodziewicza (zm. 1883), miała pięcioro rodzeństwa. Jako dziecko uczyła się rysunku, a jej nauczycielem miał być Michał Elwiro Andriolli, który w latach 1868-1871 przebywał w Wiatce. Na początku lat 70. rodzina przeniosła się do Warszawy, w Rodziewiczówna kontynuowała naukę, prawdopodobnie w Klasie Rysunkowej Wojciecha Gersona. 
Rodziewiczówna zajmowała się malarstwem zawodowo, wykonując miniatury i zdobiąc naczynia motywami kwiatowymi oraz scenkami rodzajowymi. W 1881 roku na pokazie wyrobów przeznaczonych na wystawę przemysłową w Moskwie, zaprezentowała dwa malowane przez siebie talerze porcelanowe, o których w prasie pisano: malowanie to wykonane przez p. Rodziewicz jest wcale estetyczne i dowodzi dużej umiejętności. Dodać należy, że jest to jeden z kierunków, w którym pracować by mogły z powodzeniem kobiety. Na Wystawie dzieł sztuki ornamentacyjnej i reprodukcyjnej w Resursie Obywatelskiej w Warszawie pokazała filiżanki, talerze i miniaturę, za które otrzymała list pochwalny. Swoje prace pokazywała także na innych wystawach. 
Zajmowała się również podmalowywaniem portretów nagrobkowych wykonanych w technice fotoceramiki. Sama jednak nie wykonywała zdjęć ani nie przenosiła ich na ceramikę, a jedynie retuszowała przy pomocy farb. Były to jednak zabiegi na tyle daleko idące, że artystka podmalowane przez siebie fotografie sygnowała własnym nazwiskiem. Podczas inwentaryzacji przeprowadzonej w latach 2007-2008 na cmentarzu Powązkowskim w Warszawie znaleziono 68 fotografii sygnowanych przez Rodziewiczównę.
Była żoną Mikołaja Rycharda, podpułkownika inżynierii, z którym miała syna Konstantego Rycharda (ur. 1888). Została pochowana na cmentarzu Powązkowskim (kw. 48 rząd 5 miejsce 2).